# Crorema ochracea
Crorema ochracea är en fjärilsart som beskrevs av Pieter Cornelius Tobias Snellen 1872. Crorema ochracea ingår i släktet Crorema och familjen tofsspinnare. Inga underarter finns listade i Catalogue of Life.